# Josep Serra i Santa
Josep Serra i Santa, també conegut com a Josep Serrasanta (Buenos Aires, Argentina, 1916 - Valldoreix, 1998), fou un pintor català.

## Biografia
Va néixer a Buenos Aires de pares catalans –el pare era de Guissona i la mare, de Vilamitjana– i va viure des de la infantesa a Catalunya, concretament a Sabadell. Va estudiar a la Llotja, amb Francesc Gimeno. També va tenir Sebastià M.de Plaja de professor. A més de Sabadell, va viure també a Vilamitjana. Com a pintor es va decantar pels paisatges de petits pobles abandonats i pels temes rurals, tot i que també va fer natures mortes, murals al tremp, al fresc i a l'oli en diverses esglésies del país. A la capital del Segrià pintà les tres voltes de la Seu Nova de Lleida i les esglésies del Carme, de Sant Pere o de Sant Pau, al barri de la Mariola. A Camarasa pintà les tres parets del presbiteri de l'església parroquial. Però destaca el mural que feu a l'església de Santa Maria de la Salut de Castelldefels (1850-58), on va pintar 480 m² de les seves parets. L'any 1950 va fer una exposició individual a Terrassa i també feu altres exposicions a Barcelona, Madrid, Bilbao, València, París, els EUA i el Japó. El seu estil clàssic es basa en l'ús enèrgic de l'espàtula i dels colors brillants.

## Premis[1]
- Gran Premi Internacional de Cannes (1964)
- Grand Croix du Commandeur au Mérite National Française